# Aarhus Centrum
Aarhus Centrum (Aarhus C) betegner det centrale Aarhus inklusiv Havnen, Marselisborg i syd, Langenæs og nogenlunde afgrænset af Vestre Ringgade og Trøjborgvej.

## Bydele
Aarhus C består af følgende bydele, rangeret efter indbyggertal:
- Vesterbro: 23.276 indbyggere.
- Frederiksbjerg: 17.414 indbyggere.
- City. 12.541 indbyggere.
- Trøjborg: 11.715 indbyggere.
- Aarhus Ø og Aarhus Havn: 5.548 indbyggere.

Langenæs som ligger sydvest for Frederiksbjerg er også en del af postnummer 8000 Aarhus C, men ikke en del af midtbyen i kommunal planstrategi. For at gøre forvirringen større er Langenæs en del af Viby J og indbyggertallet for Langenæs Sogn (6.899) indgår i Viby J. Men Langenæs er overvejende knyttet til Midtbyen, både hvad angår beliggenhed og serviceforsyning. F.eks. inkluderes Langenæs Kirke som tilhørende Aarhus C.
Med tilknytningen til Aarhus C, menes først og fremmest Frederiksbjerg som også går under betegnelsen Frederiksbjerg-Langenæs.
Så Langenæs er en bydel der både inkluderes i Viby J, 8000 Aarhus C, Frederiksbjerg-Langenæs og som alligevel har sin egen identitet som sogn og bydel.
Indbyggertallet for midtbyen 1. jan 2023:
Midtbyen ca. 80.000 indbyggere.
Midtbyen-Langenæs ca. 90.000 indbyggere.

## Kvarterer
De forskellige bydele har større og mindre kvarterer:
- Vesterbro har følgende områder og kvarterer.
  - Øgadekvarteret, CeresByen, det gamle godsbaneareal, der er under udvikling som det nye by kvarter Aarhus K, Den Gamle By, Botanisk Have og det gamle amtssygehus.
- Frederiksbjerg.  
  - Frederiksbjerg vest[7] og Frederiksbjerg øst[8].
- Midtbyen. 
  - Latinerkvarteret.
- Trøjborg.  
  - Nørre Stenbro, Aarhus Universitet, det gamle Århus Kommunehospital og byskoven Riis Skov.
- Aarhus Havn
  - Aarhus Ø og Sydhavnen.

## Billedgalleri
- Frederiks Allé, Frederiksbjerg.
- Sct. Pauls Kirke, Frederiksbjerg.
- Vesterbro Torv, Vesterbro.
- Ingerslevs Boulevard, Frederiksbjerg.
- N.J. Fjordsgades Skole, Frederiksbjerg.
- Trøjborg.
- Skanseparken, Frederiksbjerg.
- Skansen, Frederiksbjerg.
- Aarhus Domkirke, Indre By.
- Skt. Lucas Kirke, Frederiksbjerg.